# Centris pulchra
Centris pulchra là một loài Hymenoptera trong họ Apidae. Loài này được Moure, Oliveira & Viana mô tả khoa học năm 2003.